# مذهب در برلین
مذهب در برلین (۲۰۱۶)
بیش از ۶۰ درصد از ساکنان برلین، خود را به طور رسمی بدون وابستگی مذهبی یا بی‌دین معرفی کرده‌اند. بر اساس آمار سال ۲۰۱۰ نزدیک به ۳۰ درصد جمعیت برلین را مسیحیان (۱۸.۷درصد پروتستان و ۹.۱درصد کاتولیک و ۲.۷درصد دیگر شاخه‌های مسیحیت) تشکیل می‌دهند. نزدیک به ۸.۱ درصد مسلمانان و همچنین نزدیک به یک درصد یهودی و یک درصد مومن به دیگر ادیان هستند.